# Шакирова, Элен Рафаэловна
Эле́н Рафаэ́ловна Бунатья́нц, после замужества Шакирова (род. 2 июня 1970, Мары) — советская и российская баскетболистка, тренер. Центровая. Заслуженный мастер спорта СССР (1992).
Окончила МОГИФК (1993).

## Биография
Мать баскетболистки — русская, отец — армянин. Начала заниматься баскетболом в Ашхабаде, первый тренер — Сергей Михайлович Амбарцумов.
Выступала за «Атис» (Абовян, Армения, 1985—1987), «ЦСКА» (Москва) (1987—1992, 1994—1997), «Динамо» (Москва) (1998—2000, 2004/05), «Гамбринус» (Чехия) (2004), БК «Балтийская Звезда» (Санкт-Петербург) (2003/04), «Вологда-Чеваката» (2005/06), «Надежда» (Оренбург) (2006—2008), «Энергия» (Иваново) (2008/09).
В составе команды СНГ Бунатьянц стала олимпийской чемпионкой Барселоны-1992 (именно с этой по рождению фамилией записана в книгу Истории Олимпийских Игр), а за сборную СССР/России – четырехкратным призером чемпионатов Европы (золото-1991, серебро-2005, бронза-1995 и 1999).
В 1997 году в составе французского клуба «Валансьен-Орши» стала обладательницей Кубка Франции и серебряным призёром чемпионата Франции.
Также выступала за клубы Бразилии (1992—1994), Австрии, Польши, в командах «Хьюстон Кометс» и «Шарлотт Стинг» женской НБА.
В 2003 году Элен Шакировой было доверено право зажечь огонь Третьих Панармянских игр.
С 2013 года работала в Курске, где прошла весь путь от тренера детских команд до главного тренера «Инвенты» и курского «Динамо». В 2019 году возглавила польскую команду «Торунь», и стала первым российским женским тренером, отправившимся в Европу.
В 2021 году стала главным тренером профессионального мужского клуба — «Актобе» из Казахстана.

## Достижения

### Как игрок
- Олимпийская чемпионка 1992
- Участница ОИ 1996 (5-е место), 2000 (6-е место) — выступала под фамилией Шакирова.
- Серебряный призёр ЧМ-1998[источник не указан 1441 день]
- Чемпионка Европы 1991
- Бронзовый призёр ЧЕ 1995, 1999
- Серебряный призёр Игр доброй воли 1990
- Чемпионка СССР 1989
- 3-кратная чемпионка России:?, ?, 2000
- Серебряный призёр чемпионата России: 2005
- Бронзовый призёр чемпионата России: 2004
- Обладатель Кубка ФИБА-Европы (2004)

### Как тренер
- Бронзовый призёр чемпионата Казахстана: 2021/2022
- Бронзовый призёр Кубка Казахстана: 2023